# Planoise

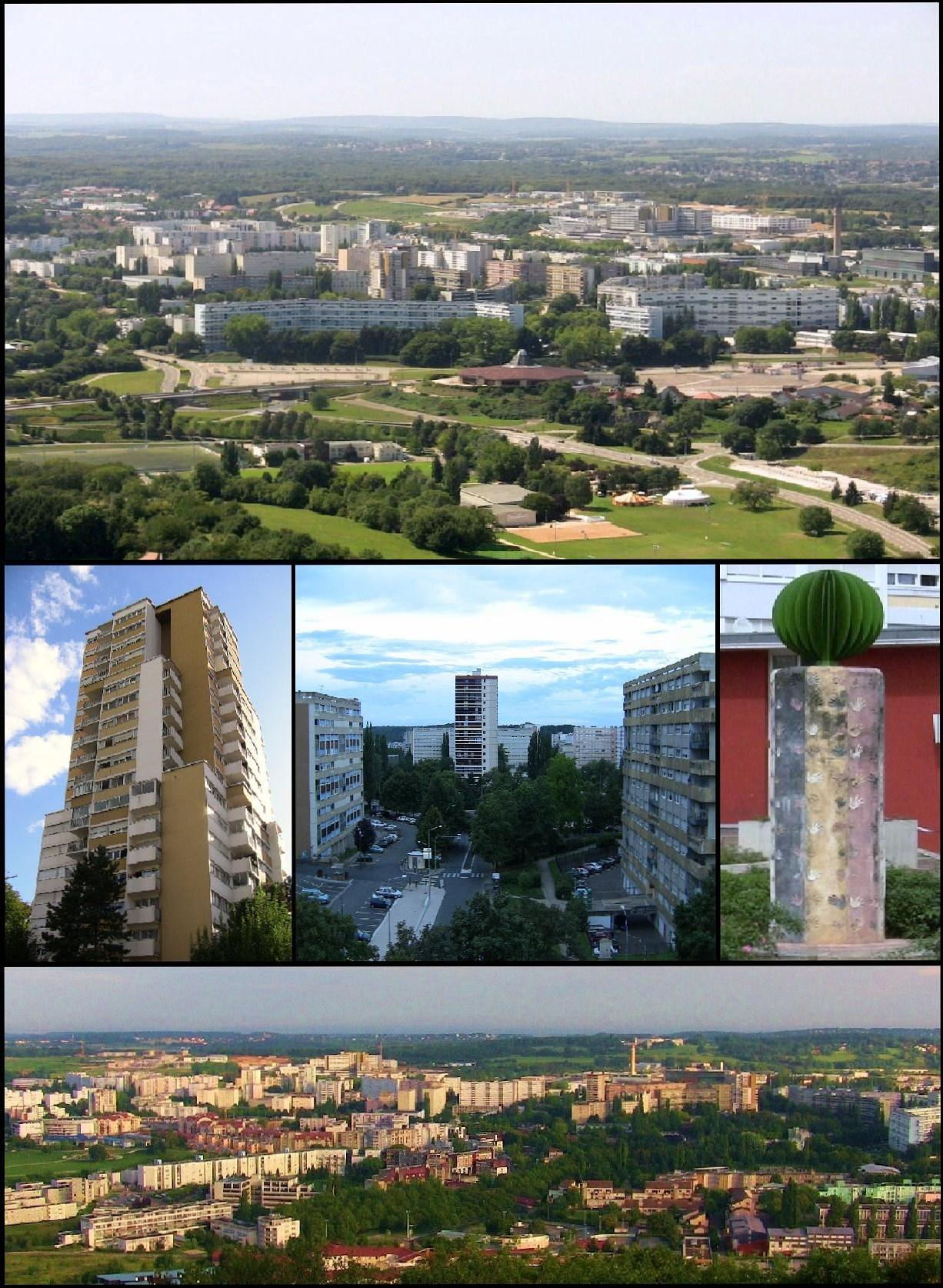
Planoise

Planoise ist ein Stadtteil von Besançon in der französischen Region Bourgogne-Franche-Comté und hat etwa 17.000 Einwohner.

## Geographie
Planoise liegt im Südwesten Besançons und grenzt im Süden an die Gemeinde Avanne-Aveney. Der Stadtteil wird von zwei Hügeln umgeben.

### Gliederung
Planoise ist in 7 Sektoren aufgeteilt:
- Île-de-France: Der größte Bereich, erbaut während der 70er Jahre. Île-de-France, benannt nach der französischen Region Île-de-France, ist der bevölkerungsreichste Teil von Planoise mit 7000 Einwohnern.
- Les Époisses, von den Einwohnern auch Franche-Comté genannt, wurde zwischen 1967 und 1976 errichtet.
- Cassin, benannt nach dem französischen Politiker René Cassin, wurde zwischen 1985 und 1992 erbaut und gilt wegen der zahlreichen Läden als Handelssektor.
- Hauts du Chazal ist ein 2002 errichtetes Geschäftsviertel, das auch das neue Krankenhaus von Besançon beherbergt.
- La Malcombe, 1976 erbaut, gilt mit 7 Fußballplätzen und als Heimat zahlreicher Sportvereine als der Sportsektor.
- Micropolis wurde 1988 errichtet; dort befinden sich die Konzerthalle und der Ausstellungspark.
- Châteaufarine ist der größte Handelssektor mit zwei Einkaufszentren und mehr als einhundert Geschäften.

## Geschichte
Ausgrabungen in der Umgebung ergaben eine menschliche Anwesenheit seit dem Neolithikum. Ein Fragment eines Feuersteins und verschiedene Objekte beweisen die Besiedlung seit etwa 3500 vor Christus. Seit dem Mittelalter war das Gebiet landwirtschaftlich genutzt, wobei hauptsächlich Weizen angebaut wurde. Nach dem Zweiten Weltkrieg war es notwendig, viele Gebäude zu rekonstruieren. Planoise wurde Ende der 1970er Jahre zu einer der größten Baustellen in Frankreich.

## Bauwerke
- Festung aus dem Jahr 1870

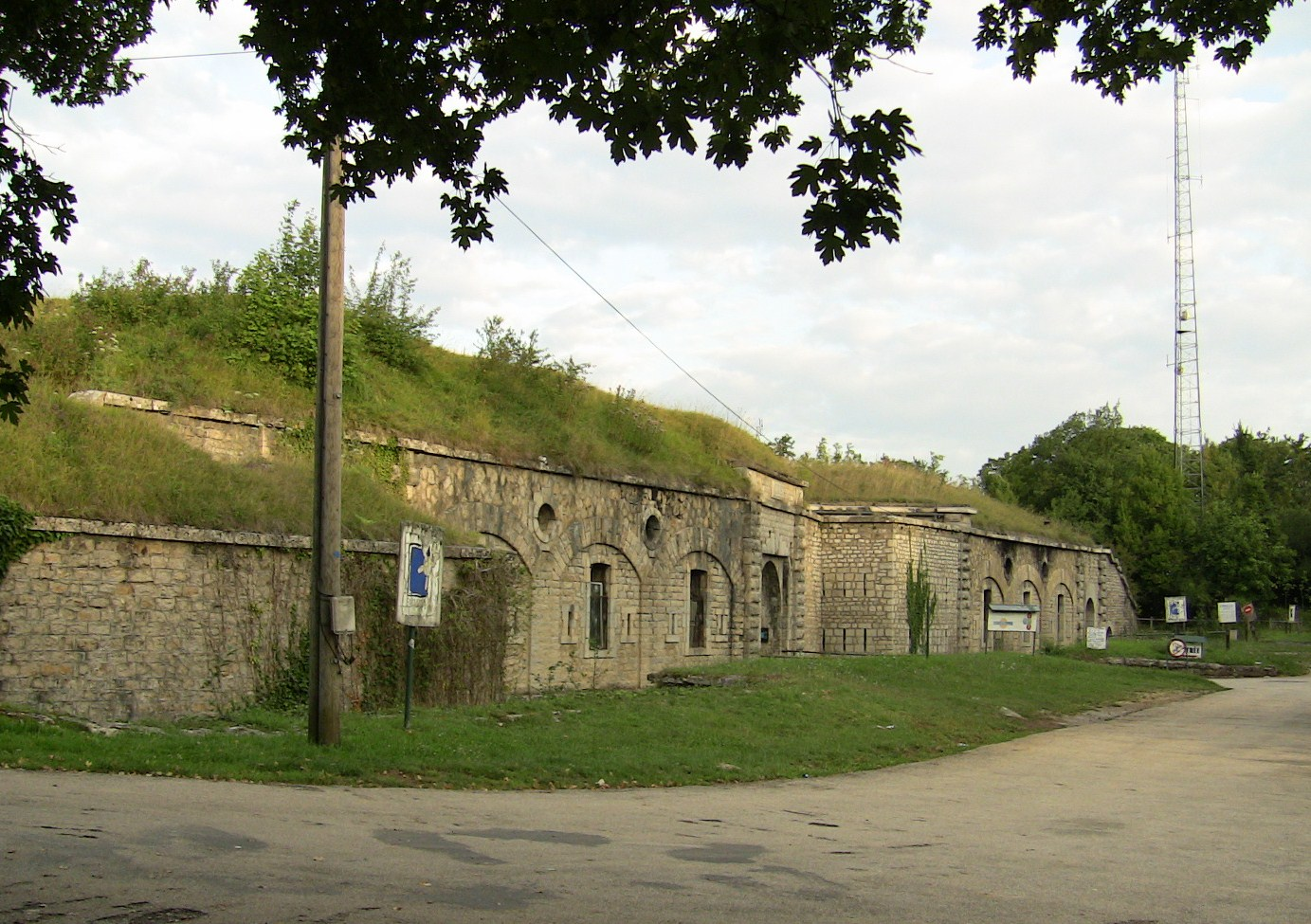
Festung

- Kirche Saint-François, 1972 errichtet
- Evangelische Kirche
- Al-Fath Moschee

## Sport
- American-Football-Club
- Karateclub
- Boxclub

## Wirtschaft und Infrastruktur
Bei der Zählung im Jahr 1999 ergab sich, dass 8530 Bewohner von Planoise erwerbstätig waren. Dies entspricht einem Anteil an der Einwohnerzahl von mehr als 40 %, die meisten davon entfielen auf den tertiären Sektor.
|                          | Landwirtschaft | Industrie | Baugewerbe | tertiärer Sektor | davon Handel | davon Dienstleistungen |
| ------------------------ | -------------- | --------- | ---------- | ---------------- | ------------ | ---------------------- |
| Planoise                 | 0,2 %          | 16,8 %    | 5,2 %      | 77,8 %           | 12,1 %       | 18,0 %                 |
| Besançon                 | 0,3 %          | 14,0 %    | 3,7 %      | 82,0 %           | 11,9 %       | 18,1 %                 |
| Frankreich               | 4,2 %          | 18,2 %    | 5,8 %      | 71,8 %           | 13,2 %       | 19,7 %                 |
| INSEE, 1999 (PDF; 95 kB) |                |           |            |                  |              |                        |

Zur Infrastruktur Planoises gehören unter anderem ein Theater, eine Bibliothek, das Archiv des Départements, ein Schwimmbad, ein Krankenhaus sowie zwei Hochschulen.

### Verkehr
Planoise liegt mit dem öffentlichen Personennahverkehr etwa 20 Fahrminuten entfernt vom Stadtzentrum, mit dem es durch mehrere Omnibuslinien des kommunalen Verkehrsbetriebes Ginko verbunden ist. Der Bau einer Linie der Straßenbahn Besançon soll 2015 abgeschlossen sein und die Verwaltung prüft die Möglichkeit, in dem Stadtteil bis 2020 einen Bahnhof einzurichten.